# Eleições presidenciais portuguesas de 2001 no distrito de Setúbal
| Eleições presidenciais portuguesas de 2001 Distritos: Aveiro \| Beja \| Braga \| Bragança \| Castelo Branco \| Coimbra \| Évora \| Faro \| Guarda \| Leiria \| Lisboa \| Portalegre \| Porto \| Santarém \| Setúbal \| Viana do Castelo \| Vila Real \| Viseu \| Açores \| Madeira \| Estrangeiro |

## Resultados por Concelho
Os resultados nos concelhos do Distrito de Setúbal foram os seguintes:

### Alcacér do Sal
| Candidato               | Candidato                  | Votos  | %               |
| ----------------------- | -------------------------- | ------ | --------------- |
|                         | Jorge Sampaio              | 4 200  | 67,65 / 100,00  |
|                         | António Abreu              | 984    | 15,85 / 100,00  |
|                         | Joaquim Ferreira do Amaral | 748    | 12,05 / 100,00  |
|                         | Fernando Rosas             | 218    | 3,51 / 100,00   |
|                         | António Garcia Pereira     | 58     | 0,93 / 100,00   |
| Votos Inválidos         | Votos Inválidos            | 139    | 2,19 / 100,00   |
| Total                   | Total                      | 6 347  | 100,00 / 100,00 |
| Eleitorado/Participação | Eleitorado/Participação    | 12 804 | 49,57 / 100,00  |

### Alcochete
| Candidato               | Candidato                  | Votos | %               |
| ----------------------- | -------------------------- | ----- | --------------- |
|                         | Jorge Sampaio              | 2 915 | 60,15 / 100,00  |
|                         | Joaquim Ferreira do Amaral | 1 085 | 22,39 / 100,00  |
|                         | António Abreu              | 627   | 12,94 / 100,00  |
|                         | Fernando Rosas             | 150   | 3,10 / 100,00   |
|                         | António Garcia Pereira     | 69    | 1,42 / 100,00   |
| Votos Inválidos         | Votos Inválidos            | 148   | 2,96 / 100,00   |
| Total                   | Total                      | 4 994 | 100,00 / 100,00 |
| Eleitorado/Participação | Eleitorado/Participação    | 9 977 | 50,06 / 100,00  |

### Almada
| Candidato               | Candidato                  | Votos   | %               |
| ----------------------- | -------------------------- | ------- | --------------- |
|                         | Jorge Sampaio              | 43 332  | 60,56 / 100,00  |
|                         | Joaquim Ferreira do Amaral | 15 564  | 21,75 / 100,00  |
|                         | António Abreu              | 8 558   | 11,96 / 100,00  |
|                         | Fernando Rosas             | 2 733   | 3,82 / 100,00   |
|                         | António Garcia Pereira     | 1 363   | 1,90 / 100,00   |
| Votos Inválidos         | Votos Inválidos            | 2 563   | 3,46 / 100,00   |
| Total                   | Total                      | 74 113  | 100,00 / 100,00 |
| Eleitorado/Participação | Eleitorado/Participação    | 143 591 | 51,61 / 100,00  |

### Barreiro
| Candidato               | Candidato                  | Votos  | %               |
| ----------------------- | -------------------------- | ------ | --------------- |
|                         | Jorge Sampaio              | 22 350 | 59,21 / 100,00  |
|                         | António Abreu              | 7 894  | 20,91 / 100,00  |
|                         | Joaquim Ferreira do Amaral | 5 427  | 14,38 / 100,00  |
|                         | Fernando Rosas             | 1 399  | 3,71 / 100,00   |
|                         | António Garcia Pereira     | 676    | 1,79 / 100,00   |
| Votos Inválidos         | Votos Inválidos            | 1 134  | 2,92 / 100,00   |
| Total                   | Total                      | 38 880 | 100,00 / 100,00 |
| Eleitorado/Participação | Eleitorado/Participação    | 73 947 | 52,90 / 100,00  |

### Grândola
| Candidato               | Candidato                  | Votos  | %               |
| ----------------------- | -------------------------- | ------ | --------------- |
|                         | Jorge Sampaio              | 4 271  | 61,82 / 100,00  |
|                         | Joaquim Ferreira do Amaral | 1 203  | 17,42 / 100,00  |
|                         | António Abreu              | 1 142  | 16,53 / 100,00  |
|                         | Fernando Rosas             | 227    | 3,29 / 100,00   |
|                         | António Garcia Pereira     | 66     | 0,96 / 100,00   |
| Votos Inválidos         | Votos Inválidos            | 163    | 2,30 / 100,00   |
| Total                   | Total                      | 7 072  | 100,00 / 100,00 |
| Eleitorado/Participação | Eleitorado/Participação    | 13 019 | 54,32 / 100,00  |

### Moita
| Candidato               | Candidato                  | Votos  | %               |
| ----------------------- | -------------------------- | ------ | --------------- |
|                         | Jorge Sampaio              | 15 693 | 57,99 / 100,00  |
|                         | António Abreu              | 5 731  | 21,18 / 100,00  |
|                         | Joaquim Ferreira do Amaral | 4 157  | 15,36 / 100,00  |
|                         | Fernando Rosas             | 998    | 3,69 / 100,00   |
|                         | António Garcia Pereira     | 483    | 1,78 / 100,00   |
| Votos Inválidos         | Votos Inválidos            | 848    | 3,04 / 100,00   |
| Total                   | Total                      | 27 910 | 100,00 / 100,00 |
| Eleitorado/Participação | Eleitorado/Participação    | 56 551 | 49,35 / 100,00  |

### Montijo
| Candidato               | Candidato                  | Votos  | %               |
| ----------------------- | -------------------------- | ------ | --------------- |
|                         | Jorge Sampaio              | 9 141  | 58,86 / 100,00  |
|                         | Joaquim Ferreira do Amaral | 4 048  | 26,07 / 100,00  |
|                         | António Abreu              | 1 545  | 9,95 / 100,00   |
|                         | Fernando Rosas             | 512    | 3,30 / 100,00   |
|                         | António Garcia Pereira     | 283    | 1,82 / 100,00   |
| Votos Inválidos         | Votos Inválidos            | 482    | 3,01 / 100,00   |
| Total                   | Total                      | 16 011 | 100,00 / 100,00 |
| Eleitorado/Participação | Eleitorado/Participação    | 34 465 | 46,46 / 100,00  |

### Palmela
| Candidato               | Candidato                  | Votos  | %               |
| ----------------------- | -------------------------- | ------ | --------------- |
|                         | Jorge Sampaio              | 11 013 | 59,98 / 100,00  |
|                         | Joaquim Ferreira do Amaral | 3 800  | 20,70 / 100,00  |
|                         | António Abreu              | 2 493  | 13,58 / 100,00  |
|                         | Fernando Rosas             | 756    | 4,12 / 100,00   |
|                         | António Garcia Pereira     | 298    | 1,62 / 100,00   |
| Votos Inválidos         | Votos Inválidos            | 552    | 2,92 / 100,00   |
| Total                   | Total                      | 18 912 | 100,00 / 100,00 |
| Eleitorado/Participação | Eleitorado/Participação    | 39 856 | 47,45 / 100,00  |

### Santiago do Cacém
| Candidato               | Candidato                  | Votos  | %               |
| ----------------------- | -------------------------- | ------ | --------------- |
|                         | Jorge Sampaio              | 7 759  | 59,68 / 100,00  |
|                         | Joaquim Ferreira do Amaral | 2 747  | 21,13 / 100,00  |
|                         | António Abreu              | 1 840  | 14,15 / 100,00  |
|                         | Fernando Rosas             | 463    | 3,56 / 100,00   |
|                         | António Garcia Pereira     | 192    | 1,48 / 100,00   |
| Votos Inválidos         | Votos Inválidos            | 369    | 2,76 / 100,00   |
| Total                   | Total                      | 13 370 | 100,00 / 100,00 |
| Eleitorado/Participação | Eleitorado/Participação    | 27 065 | 49,40 / 100,00  |

### Seixal
| Candidato               | Candidato                  | Votos   | %               |
| ----------------------- | -------------------------- | ------- | --------------- |
|                         | Jorge Sampaio              | 32 872  | 60,45 / 100,00  |
|                         | Joaquim Ferreira do Amaral | 11 462  | 21,08 / 100,00  |
|                         | António Abreu              | 6 991   | 12,86 / 100,00  |
|                         | Fernando Rosas             | 2 027   | 3,73 / 100,00   |
|                         | António Garcia Pereira     | 1 024   | 1,88 / 100,00   |
| Votos Inválidos         | Votos Inválidos            | 1 895   | 3,37 / 100,00   |
| Total                   | Total                      | 56 271  | 100,00 / 100,00 |
| Eleitorado/Participação | Eleitorado/Participação    | 111 754 | 50,35 / 100,00  |

### Sesimbra
| Candidato               | Candidato                  | Votos  | %               |
| ----------------------- | -------------------------- | ------ | --------------- |
|                         | Jorge Sampaio              | 8 367  | 60,36 / 100,00  |
|                         | Joaquim Ferreira do Amaral | 3 278  | 23,65 / 100,00  |
|                         | António Abreu              | 1 453  | 10,48 / 100,00  |
|                         | Fernando Rosas             | 480    | 3,46 / 100,00   |
|                         | António Garcia Pereira     | 283    | 2,04 / 100,00   |
| Votos Inválidos         | Votos Inválidos            | 555    | 3,85 / 100,00   |
| Total                   | Total                      | 14 416 | 100,00 / 100,00 |
| Eleitorado/Participação | Eleitorado/Participação    | 28 942 | 49,81 / 100,00  |

### Setúbal
| Candidato               | Candidato                  | Votos  | %               |
| ----------------------- | -------------------------- | ------ | --------------- |
|                         | Jorge Sampaio              | 25 593 | 59,39 / 100,00  |
|                         | Joaquim Ferreira do Amaral | 10 120 | 23,49 / 100,00  |
|                         | António Abreu              | 4 585  | 10,84 / 100,00  |
|                         | Fernando Rosas             | 2 018  | 4,68 / 100,00   |
|                         | António Garcia Pereira     | 775    | 1,80 / 100,00   |
| Votos Inválidos         | Votos Inválidos            | 1 359  | 3,06 / 100,00   |
| Total                   | Total                      | 44 450 | 100,00 / 100,00 |
| Eleitorado/Participação | Eleitorado/Participação    | 92 645 | 47,98 / 100,00  |

### Sines
| Candidato               | Candidato                  | Votos  | %               |
| ----------------------- | -------------------------- | ------ | --------------- |
|                         | Jorge Sampaio              | 3 037  | 63,64 / 100,00  |
|                         | Joaquim Ferreira do Amaral | 861    | 18,04 / 100,00  |
|                         | António Abreu              | 610    | 12,78 / 100,00  |
|                         | Fernando Rosas             | 187    | 3,92 / 100,00   |
|                         | António Garcia Pereira     | 77     | 1,61 / 100,00   |
| Votos Inválidos         | Votos Inválidos            | 153    | 3,11 / 100,00   |
| Total                   | Total                      | 4 925  | 100,00 / 100,00 |
| Eleitorado/Participação | Eleitorado/Participação    | 10 810 | 45,56 / 100,00  |